# Tilde Johansson
Tilde Johansson (5 de enero de 2001) es una deportista de Suecia que compite en atletismo. Ganó una medalla de bronce en el Campeonato Europeo de Atletismo por Equipos de 2021, en la prueba de salto de longitud.